# تئو فار
تئو فار (فرانسوی: Théo Faure‎؛ زادهٔ ۱۲ اکتبر ۱۹۹۹) بازیکن والیبال اهل فرانسه است.